# آرتاوان
آرتاوان (به ارمنی: Արտավան) یک روستا در ارمنستان است که در استان وایوتس‌جور واقع شده‌است. در کیلومتری شمال یغگنادزور، مرکز استان وایوتس‌جور واقع شده‌است.

## خصوصیات
آرتاوان ۳۷۹ نفر جمعیت دارد و در ارتفاع متر بالاتر از سطح دریا قرار گرفته‌است.

## نگارخانه

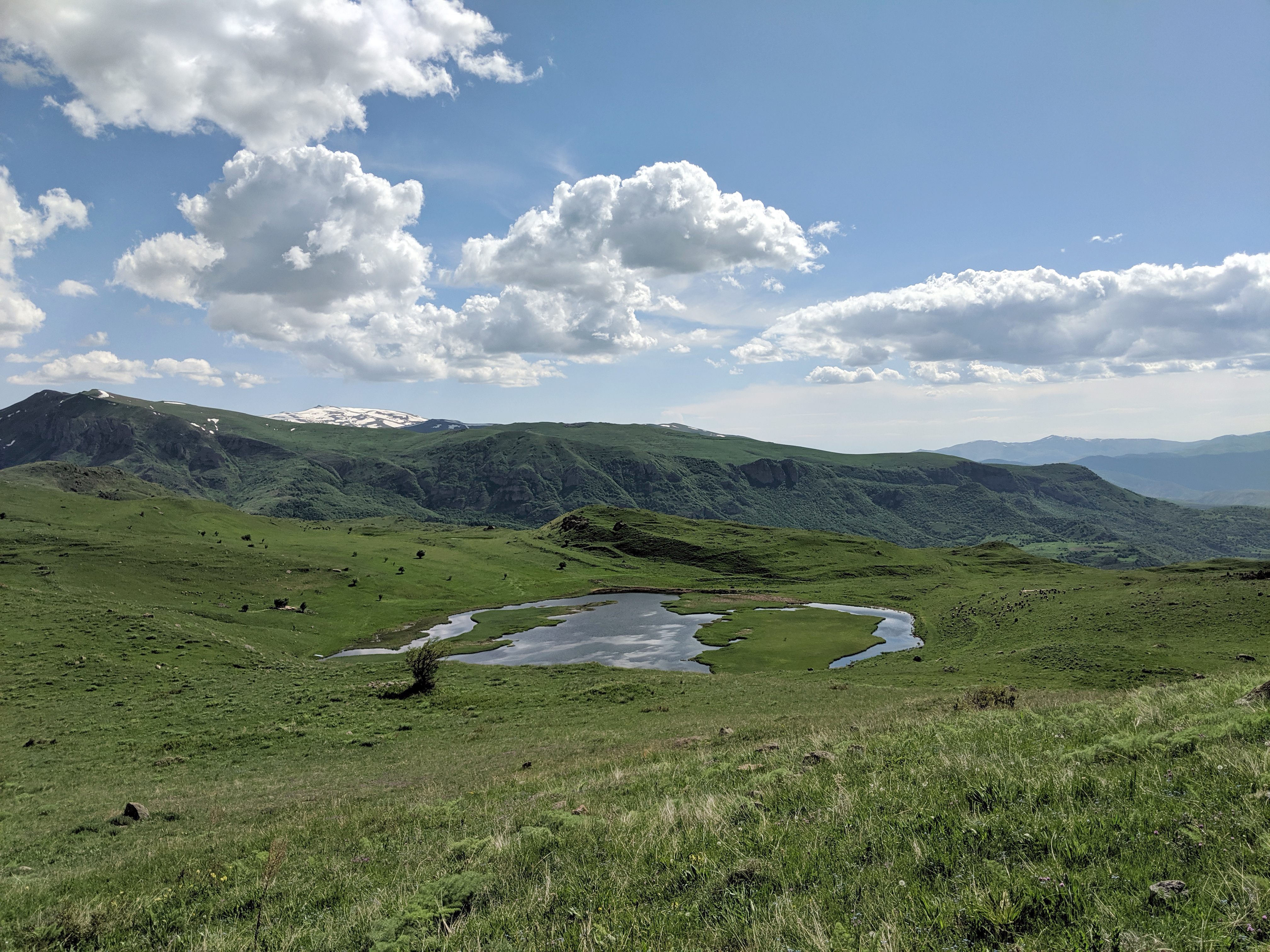
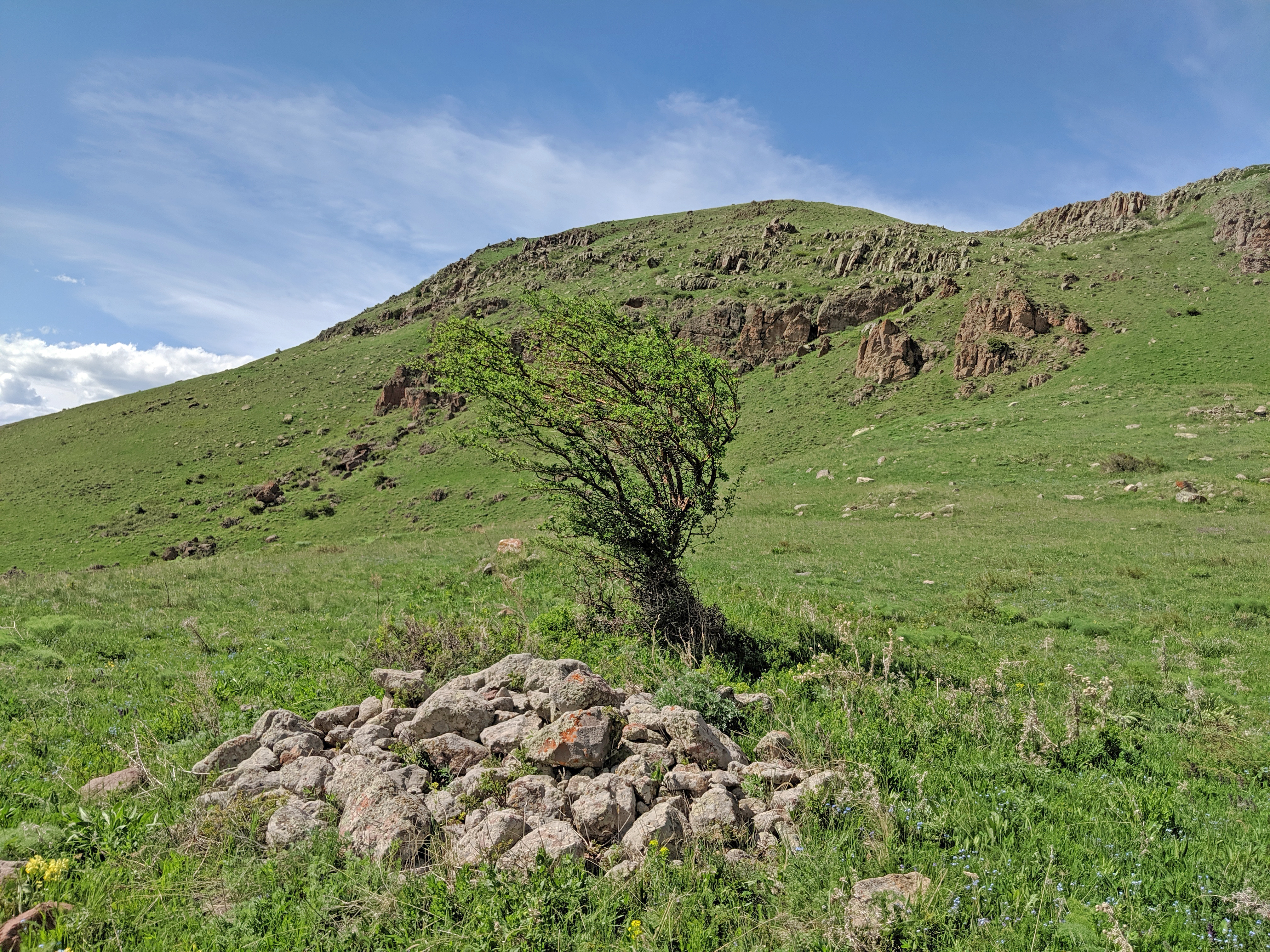
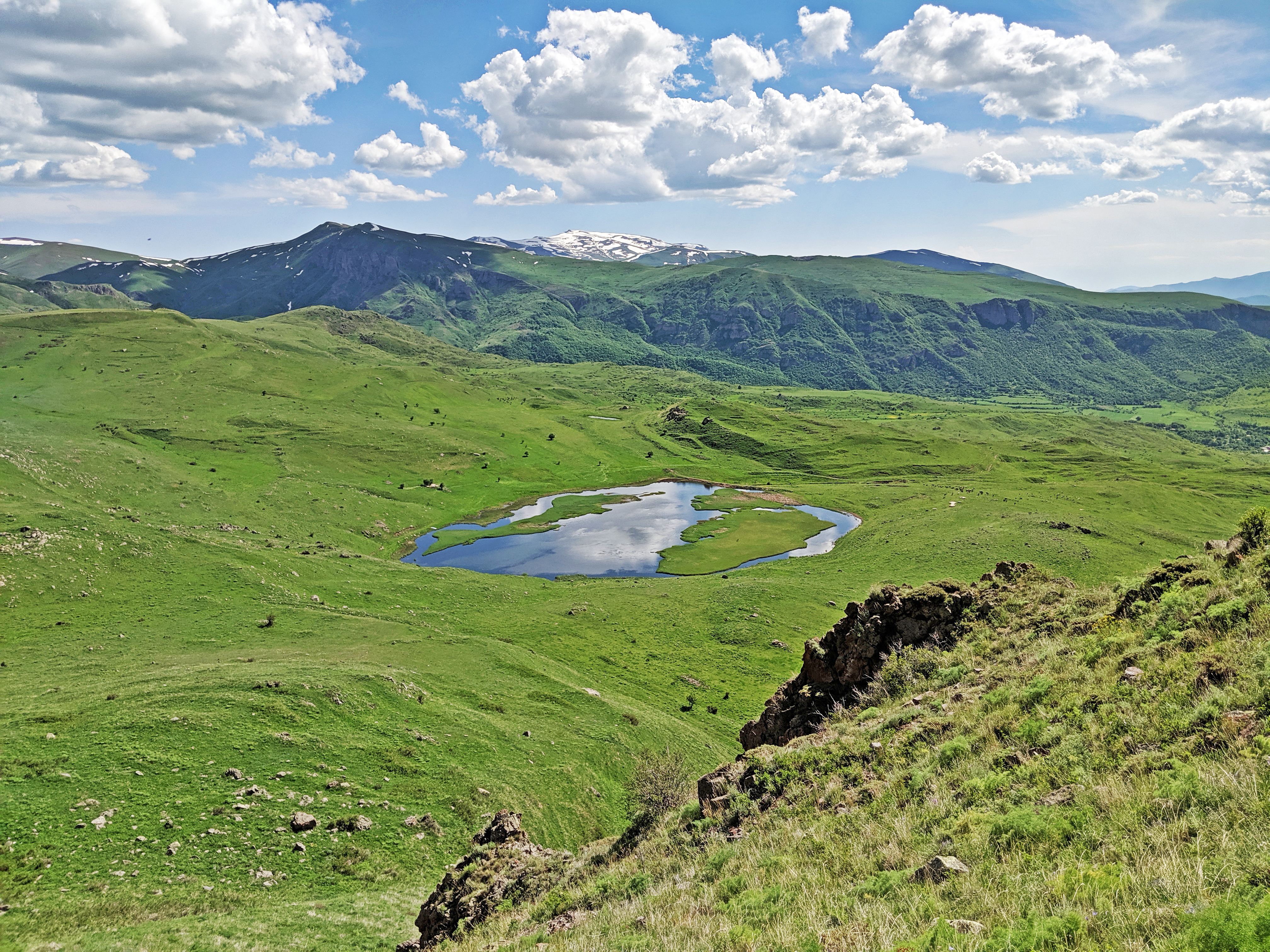
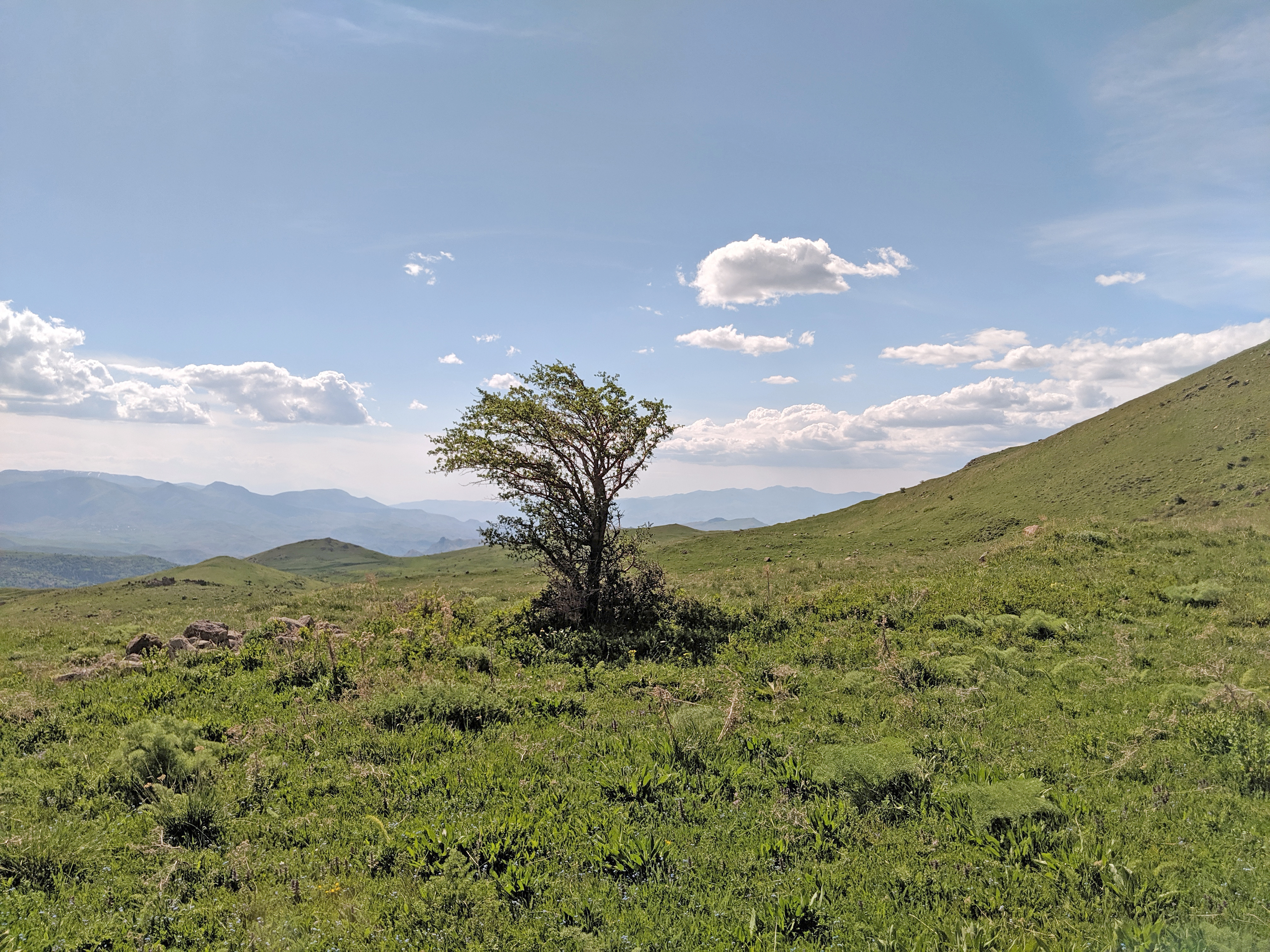